# Ганна Робертс (велогонщиця BMX)
Ганна Робертс (англ. Hannah Roberts, нар. 10 серпня 2001) — американська велогонщиця, срібна призерка Олімпійських ігор 2020 року.

## Виступи на Олімпіадах
| Олімпіада  | Дисципліна   | Місце |
| ---------- | ------------ | ----- |
| Токіо 2020 | BMX-фрістайл | 2     |